# Sordide Sentimental
Sordide Sentimental est un label musical indépendant français fondé à Rouen en 1978 par Jean-Pierre Turmel et Yves Von Bontee. 
Ce label est spécialisé dans l'édition à tirage limité de disques le plus souvent accompagnés d'un fanzine au graphisme soigné et aux textes sophistiqués. Son esthétique est plutôt orientée vers la musique industrielle et cold wave. Le label est connu dans le monde pour avoir édité en mars 1980 un 45 tours de Joy Division avec Atmosphere en face A et Dead Souls en face B.
En 1983, Sordide Sentimental est présenté dans Industrial Culture Handbook (RE/Search No. 6/7) aux côtés de Throbbing Gristle et d'autres groupes affiliés à la musique industrielle.

## Artistes du label
- Monte Cazazza
- Davie Allan & The Arrows
- Durutti Column
- Grrzzz
- Private Circus
- Joy Division
- Krackhouse
- Psychic TV
- Rosa Crux
- The Red Crayola
- Savage Republic
- Steeple Remove
- Throbbing Gristle
- Tuxedomoon
- Quattrophage